# Seffner, Florida
Seffner är en ort (CDP) i Hillsborough County, i delstaten Florida, USA. Enligt United States Census Bureau har orten en folkmängd på 7 579 invånare (2010) och en landarea på 9,3 km².
Den 28 februari 2013 blev Seffner världsberömt när ett slukhål öppnades under en mans sovrum och mannen förolyckades. Sjunkhålet öppnades igen den 19 augusti 2015.